# Джон Гіллінг
Джон Гіллінг (англ. John Gilling; 29 травня 1912, Лондон — 22 листопада 1984, Мадрид) — англійський режисер та сценарист. Відомий роботою з кінокомпанією Warwick Films та горрорами кінокомпанії Hammer Films, такими як «Тінь кота» (1961), «Чума зомбі» (1966), «Рептилія» (1966), «Саван мумії» (1967) та іншими.

## Біографія
У 17 років Гіллінг залишив роботу в Англії в нафтовій компанії та поїхав до Голлівуду, де працював здебільшого на технічних посадах у кіноіндустрії. Повернувся до Англії в 1933 році. Він одразу ж почав працювати у британській кіноіндустрії як редактор та помічник режисера у фільмі «Отець О'Флінн». Під час Другої світової війні Гіллінг служив у Королівському флоті.
З 1956 року Гіллінг написав сценарії та зрежисував кілька фільмів для кінокомпанії Альберта Р. Брокколі та Ірвінга Аллена «Warwick Films», починаючи з «Одонго». Мабуть, найкращим його фільмом є «Плоть і демони» (1959) — історія доктора Роберта Нокса та вбивств у Вест-Порті. В фільмі знялися Пітер Кушинг та Дональд Плезенс. У 1961 році для власної продюсерської компанії John Gilling Enterprises Джон створив фільм «Лють у затоці контрабандистів» (1961).
Вперше Гіллінг працював з Hammer Films у 1961 році, знявши фільм «Тінь кота». Найбільшої слави в цей період він досяг завдяки декільком горрорам, таким як «Чума зомбі» та «Рептилія», а також фільмам «'Пірати кривавої ріки» (1962) та «Червоний клинок» (1963). Гіллінг також поставив трилер «Виклику» з Ентоні Куейлом та Джейн Менсфілд у головних ролях.
Завешивши роботу на британському телебаченні, Гіллінг переїхав до Іспанії, де він вийшов на пенсію в 1975 році, зробивши свій останній фільм «Хрест диявола».

## Фільмографія

### Режисер
1. 1948: Escape from Broadmoor
2. 1949: A Matter of Murder
3. 1950: No Trace
4. 1951: The Quiet Woman
5. 1952: The Frightened Man
6. 1952: Mother Riley Meets the Vampire
7. 1952: The Voice of Merrill
8. 1953: Deadly Nightshade
9. 1953: Recoil
10. 1953: Escape by Night
11. 1953: Three Steps to the Gallows
12. 1954: Double Exposure
13. 1954: The Embezzler
14. 1954: Destination Milan
15. 1955: The Gilded Cage
16. 1955: Tiger by the Tail
17. 1956: Одонго / Odongo
18. 1956: Гамма люди /The Gamma People
19. 1957: Інтерпол / Interpol
20. 1957: Високий політ /High Flight
21. 1958: Людина всередині / The Man Inside
22. 1959: Бандит Жобе / The Bandit of Zhobe
23. 1959: Ідол на параді / Idol on Parade
24. 1960: Плоть і демони / The Flesh and the Fiends
25. 1960: Виклик / The Challenge
26. 1961: Лють у затоці контрабандистів / Fury at Smugglers' Bay
27. 1961: Тінь кота / The Shadow of the Cat
28. 1962: Пірати кривавої річки / The Pirates of Blood River
29. 1963: Паніка / Panic
30. 1964: Червоний клинок / The Scarlet Blade
31. 1965: Бригада Кандагару / The Brigand of Kandahar
32. 1965: Той, хто дзвонить вночі / Night Caller from Outer Space
33. 1966: Там, де літають кулі / Where the Bullets Fly
34. 1966: Чума зомбі / The Plague of the Zombies
35. 1966: Рептилія / The Reptile
36. 1967: Саван мумії / The Mummy's Shroud
37. 1975: Хрест диявола / La cruz del diablo

### Сценарист
1. 1947: Black Memory
2. 1948: A Gunman Has Escaped
3. 1948: The Greed of William Hart
4. 1948: House of Darkness
5. 1949: Man in Black
6. 1949: The Man from Yesterday
7. 1949: A Matter of Murder
8. 1950: The Lady Craved Excitement
9. 1950: Guilt Is My Shadow
10. 1950: Room to Let
11. 1950: No Trace
12. 1950: Blackout
13. 1950: Dark Interval
14. 1951: The Rossiter Case
15. 1951: The Quiet Woman
16. 1951: Chelsea Story
17. 1952: Blind Man's Bluff
18. 1952: Whispering Smith Hits London
19. 1952: The Frightened Man
20. 1952: 13 East Street
21. 1952: Wings of Danger
22. 1952: King of the Underworld
23. 1952: The Lost Hours
24. 1952: The Voice of Merrill
25. 1953: The Steel Key
26. 1953: Recoil
27. 1953: Escape by Night
28. 1953: Three Steps to the Gallows
29. 1954: Double Exposure
30. 1954: The Embezzler
31. 1954: Profile
32. 1955: Windfall
33. 1955: Tiger by the Tail
34. 1956: Bond of Fear
35. 1956: Одонго / Odongo
36. 1956: Гамма люди /The Gamma People
37. 1958: Людина всередині / The Man Inside
38. 1959: Убивці з Кіліманджаро / Killers of Kilimanjaro
39. 1960: Плоть і демони / The Flesh and the Fiends
40. 1960: Виклик / The Challenge
41. 1961: Лють у затоці контрабандистів / Fury at Smugglers' Bay
42. 1962: Пірати кривавої річки / The Pirates of Blood River
43. 1963: Паніка / Panic
44. 1964: Червоний клинок / The Scarlet Blade
45. 1964: Горгона / The Gorgon
46. 1964: Секрет кривавого острову / The Secret of Blood Island
47. 1965: Бригада Кандагару / The Brigand of Kandahar (1965)
48. 1967: Саван мумії / The Mummy's Shroud
49. 1970: Трог / Trog
50. 1975: Хрест диявола / La cruz del diablo